# حضارة كولي

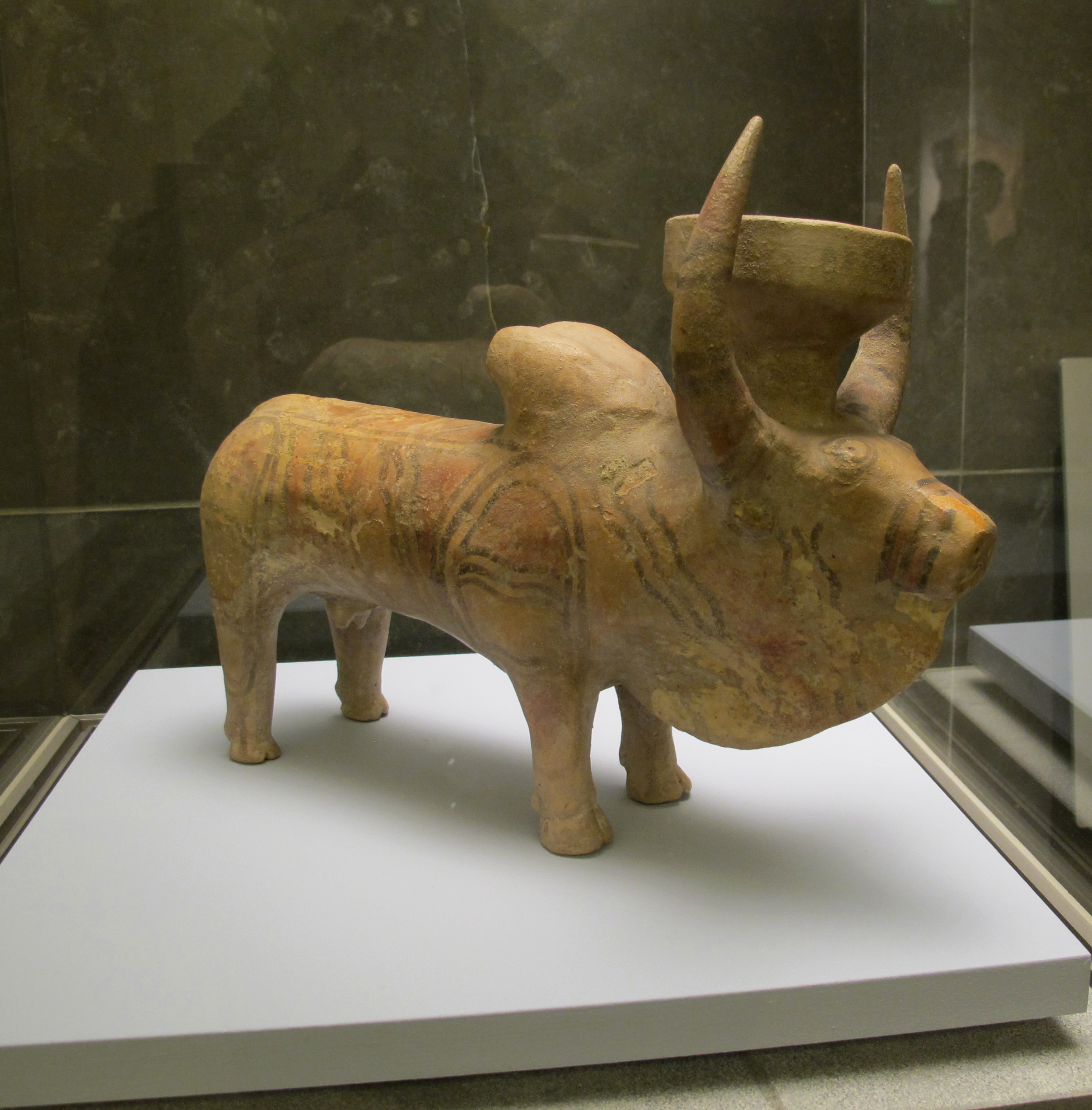
قرن الشراب (وعاء الشرب) ، على شكل درباني. الطين المطلي. باكستان ، موقع نيندواري، ، حضارة كولي، زمن حضارة السند. متحف جيميه، باريس.

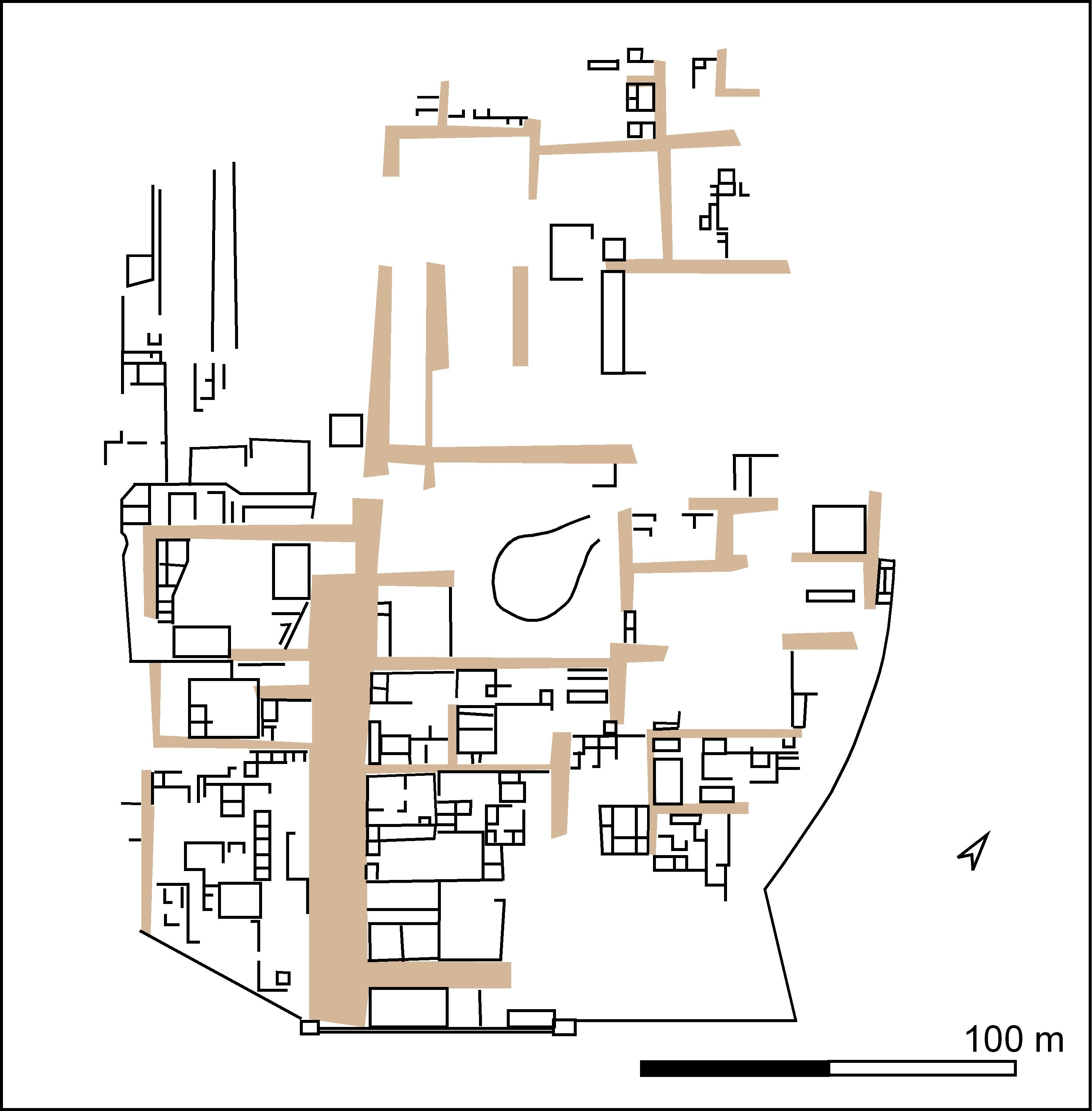
مخطط مستوطنة كولي Kasota Qila Mound II

حضارة كولي هي حضارة ما قبل التاريخ في جنوب بلوشستان (جيدروسيا) في باكستان، حوالي 2500 – 2000 قبل الميلاد. تشبه الأواني الفخارية وغيرها من القطع الأثرية تلك الموجودة في حضارة وادي السند وليس من الواضح ما إذا كانت حضارة كولي هي تنوع محلي لحضارة وادي السند أو مجمع ثقافي خاص. سميت الحضارة على اسم موقع أثري اكتشفه السير أوريل شتاين.

## المستوطنات
أكثر من 100 موقع استيطاني معروف ولكن القليل منها استكشف آثارها. بعضها بحجم المدن الصغيرة وتشبه تلك الموجودة في حضارة وادي السند. بُنيت المنازل من الحجر المحلي على طول الشوارع. تكون هذه الأخيرة مرصوفة في بعض الأحيان. توجد سلالم في الشارع للوصول إلى المستويات الأعلى. غالبًا ما تُوضع المستوطنات في مواقع استراتيجية مهمة على تلال صغيرة تطل على الجانب الريفي المحيط. معظم المستوطنات قريبة من السدود. موردا سانغ هي بلدة واحدة تبلغ مساحتها حوالي 35 هكتارًا. ينتمي أحدث مستوى استيطان إلى حضارة كولي.
نيندواري هي مستوطنة مهمة لحضارة كولي.
توجد أدوات حضارة كولي أيضًا في أحدث طبقة من سهر دامب (نال)، لذلك، في الماضي، كان يُفهم سهر دامب على أنه ينتمي إلى حضارة كولي. ولكن في الآونة الأخيرة ، يُنظر إلى هذا الموقع على أنه ينتمي في الغالب إلى تقليده الفخاري القديم (المعروف أيضًا باسم "فخار نال") ، المرتبط أكثر ببلوشستان.

## الاقتصاد
كانت الزراعة هي القاعدة الاقتصادية لهذا الشعب. عُثر على عديد السدود في مواقع استزراع كولي، مما يوفر دليلاً على وجود نظام متطور للغاية لإدارة المياه.

## الحضارة المادية

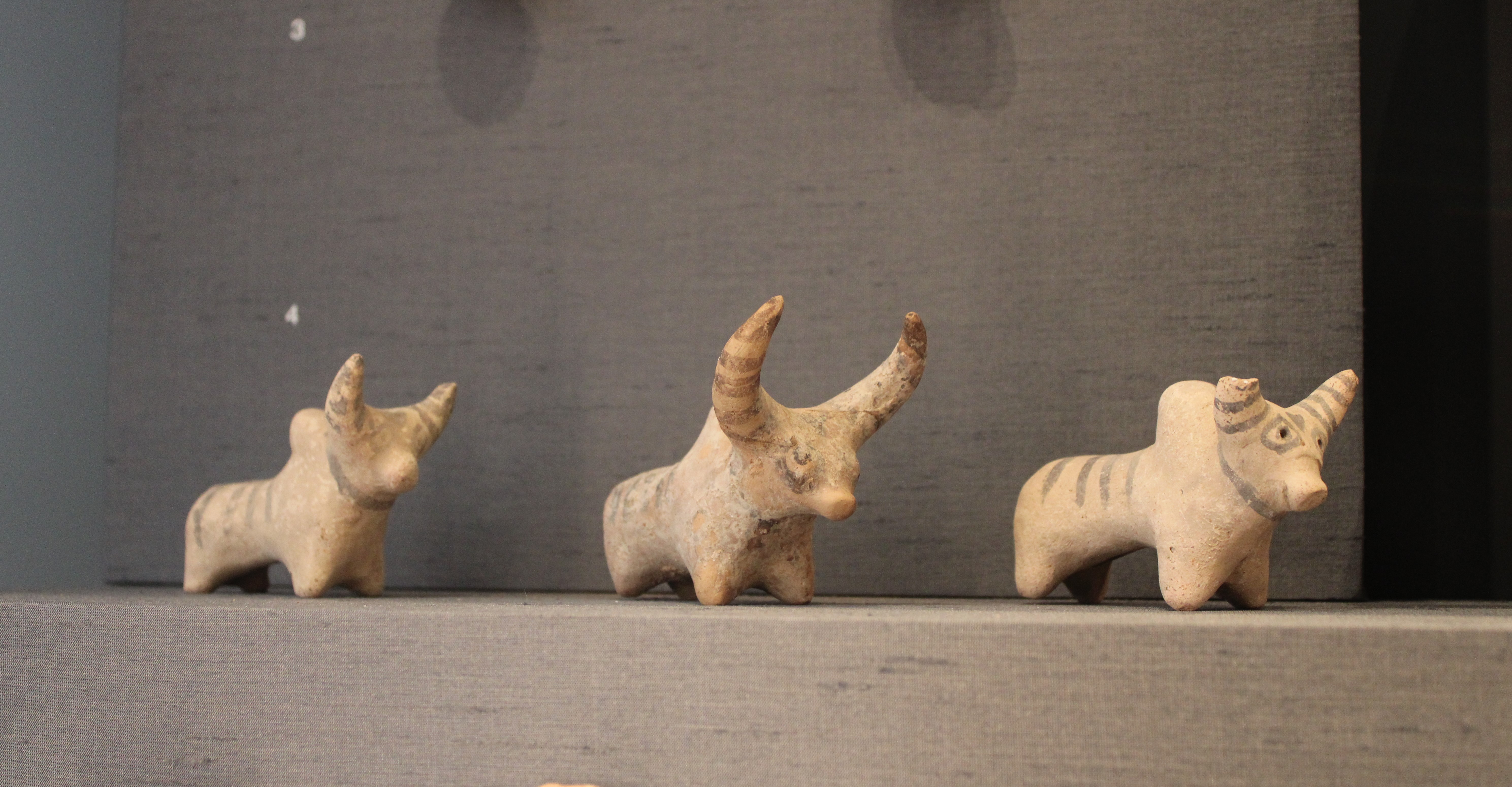
تماثيل صغيرة لجاموس، من الطين، من بلوشستان (باكستان)، الألفية الثالثة قبل الميلاد. المتحف البريطاني، معروضة ضمن "فترة ما قبل السند".

صُنفت حضارة كولي، بناءً على الفخار الموجود، حضارة / حضارةً أثريةً منفصلةً.
يُظهر الفخار في حضارة كولي أشكالًا مختلفة. هناك أكواب كروية، ودوارق صغيرة ، ومزهريات طويلة ، وأكواب وأطباق. أحيانًا تُرسم أواني التخزين الكبيرة. الأنواع الوحيدة المشتركة مع حضارة وادي السند هي الأطباق على حامل والأواني المثقبة. يحمل فخار حضارة كولي أحيانًا زخرفة مطلية. رُتبت الرسومات في شرائط أفقية فوق الأوعية. هناك أنماط هندسية وأحيانًا شرائط بها أشكال لحيوانات محاطة بنباتات. الحافز الشعبي هو ثور درباني. تبدو الأشكال منمقة للغاية. يكون الطلاء المستخدم دائمًا أسود على السطح الأحمر للأوعية. يشبه هذا الفخار المزخرف لحضارة وادي السند، على الرغم من أن اللون الأحمر لفخار كولي يبدو أكثر إشراقًا. كائنات حضارة كولي النموذجية الأخرى هي تماثيل طينية خشنة لثيران زيبو ونساء. صُممت تماثيل النساء مرة أخرى بشكل كبير ولكنها تظهر قصات شعر متقنة والعديد من الحلي الشخصية، مثل العقود والأساور. غالبًا ما تُرسم أشكال الثور. كما عُثر على عربات من الطين للثيران. في مهي، عُثر على عدة أواني الكلوريت مزخرفة، مستوردة من تبه يحيى وتشهد على الاتصالات التجارية مع شرق إيران. عُرف النحاس والبرونز.

## روابط خارجية
- 2005 مقال بحضارة Feiyan Zhou كولي كشركاء تجاريين لحضارة وادي السند
- عن حضارة كولي على Harappa.com (مقال رقم 6)